# Jan Chęciński

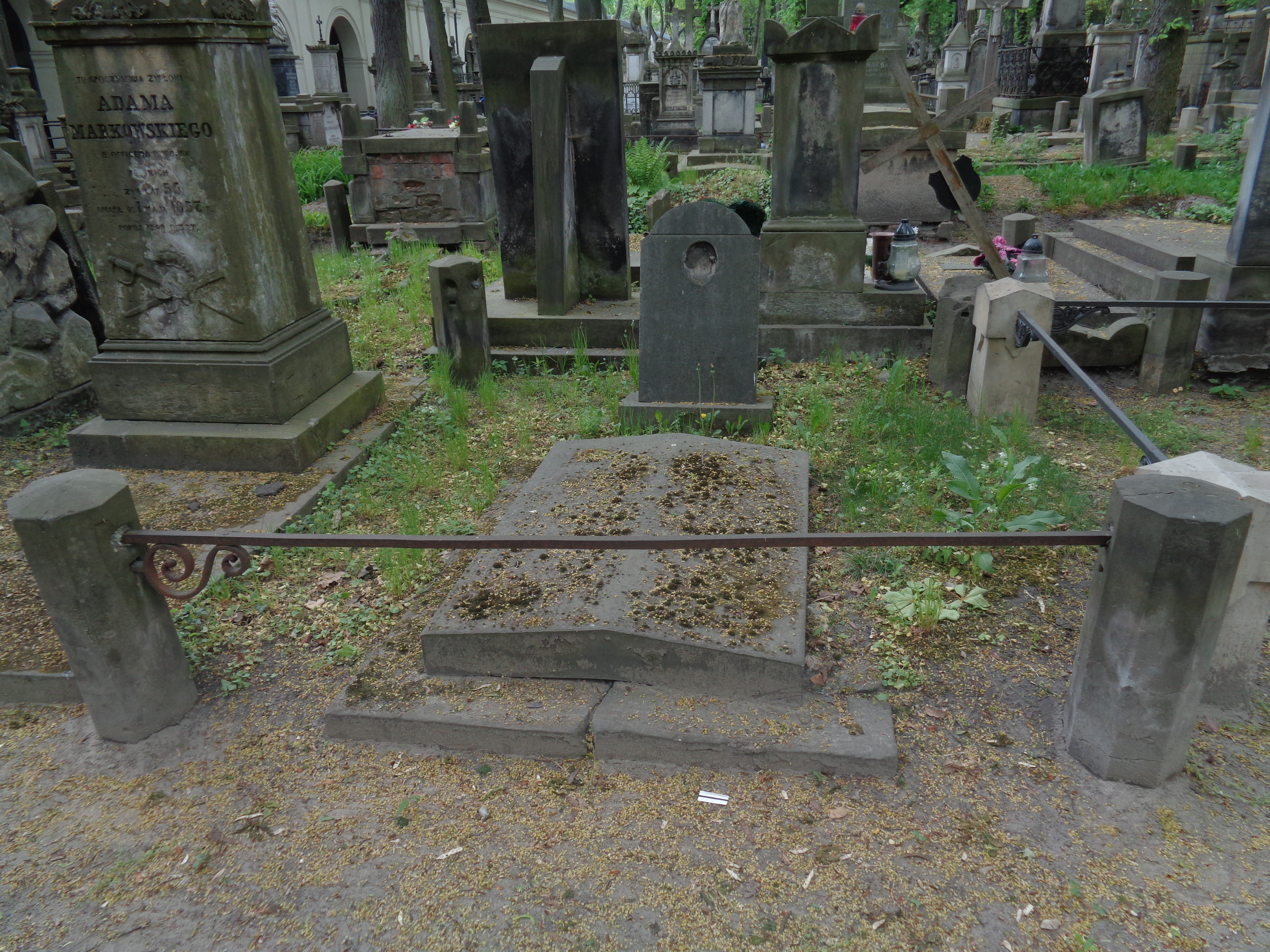
Grób Jana Chęcińskiego na cmentarzu Powązkowskim

Jan Konstanty Chęciński (ur. 22 grudnia 1826 w Warszawie, zm. 30 grudnia 1874 tamże) – polski pisarz, aktor i reżyser teatrów warszawskich, profesor warszawskiej Szkoły Dramatycznej.
Był autorem wielu librett do utworów Stanisława Moniuszki. Przyczynił się do wprowadzenia na scenę dzieł m.in. Juliusza Słowackiego, Williama Szekspira i Fryderyka Schillera; także autor licznych tłumaczeń sztuk obcych (np. Rigoletta Verdiego).
Spoczywa na cmentarzu Powązkowskim w Warszawie (kwatera 2-1-26/27).
Jego synem był lekarz Czesław Chęciński (1851–1916).

## Libretta
- Verbum nobile – opera w jednym akcie (1861)
- Straszny dwór – opera w czterech aktach (1865)
- Paria – opera w trzech aktach z prologiem (1869)
- Beata – operetka w jednym akcie (1870-71)

## Literatura dodatkowa
- Mieczysław Rulikowski: Chęciński Jan. W: Polski Słownik Biograficzny. T. 3: Brożek Jan – Chwalczewski Franciszek. Kraków: Polska Akademia Umiejętności – Skład Główny w Księgarniach Gebethnera i Wolffa, 1937, s. 288–290. Reprint: Zakład Narodowy im. Ossolińskich, Kraków 1989, ISBN 83-04-03291-0.